# إبراهام هاتفيلد
كان أبراهام هاتفيلد (27 مايو 1867 - 26 يناير 1957)، رجل أعمال أمريكيًا، ومحسنًا، وجامع طوابع، وقد وقع على قائمة رابطة هواة جمع الطوابع المتميزين في عام 1925. وكان "من أوائل من وضعوا طابع نيويورك فئة 5 سنتات".

## نشأته وحياته
وُلِد هاتفيلد في شيكاغو، إلينوي، وكان والده تاجر الشاي أبراهام هاتفيلد ووالدتهُ كورنيليا كولجيت ليجيت، اللذين تزوجا في 10 أكتوبر 1864؛ وكان لديهِ ثلاثة أشقاء أصغر سنًا، سارة لي، ونيللي، وهاري ويكمان. تزوج في 5 أكتوبر 1905 من مابل ويتمان في مدينة نيويورك؛ وكان لديهما طفلان، جورج ويتمان وهيلين.
وُصف هاتفيلد بأنه "هادئ" و"صارم"، وعمل تاجر سكر، وكان أيضًا "صانع منسوجات ثريًا". شغل منصب أمين ورئيس وأمين مكتبة اللجنة التنفيذية لجمعية نيويورك للأنساب والسيرة الذاتية. وكان عضوًا في جمعية الحروب الاستعمارية والمعهد الأثري الأمريكي. كما عُيّن زميلًا في الجمعية الملكية لهواة جمع الطوابع في لندن، إنجلترا. كما تطوّع في الصليب الأحمر الأمريكي خلال الحرب العالمية الأولى، حيث خدم مفتشًا برتبة نقيب في فرنسا بين عامي 1918 و1919.
استأجر هاتفيلد المهندس المعماري كارل شميت لتصميم قصره المكون من منزل، ستيبينج ستونز، في نيو كانان، كونيتيكت في عام 1926. كان القصر ذو الطراز القوطي يحتوي على 40 غرفة، وكانت الملكية التي تبلغ مساحتها أربعة أفدنة موطنًا أيضًا لكنيسة خاصة تستخدمها الرهبانية الكاثوليكية الرومانية لآباء الروح القدس. كان القصر معروفًا بجماله، وتميز بعناصر مثل غرفة طعام تبلغ مساحتها أربعين قدمًا في عشرين قدمًا مع أسقف بارتفاع 20 قدمًا، ودفيئة، ولوحات ممتدة من الأرض إلى السقف، ودرج حلزوني من الرخام الإيطالي والحديد المطاوع مكون من ثلاثة طوابق. بيع العقار في النهاية وتحول إلى شقق سكنية.
كان هاتفيلد شغوفًا بعلم جمع الطوابع، أي دراسة الطوابع. اشتهر في هذا المجال بأبحاثهِ في مجال طلاء طابع نيويورك بوستماستر المؤقت، وهو أول طابع بريد مؤقت في البلاد يصدره مكتب بريد محلي استجابةً لقانون الإصلاح البريدي الصادر عن الكونجرس عام 1845. اهتم اهتمامًا خاصًا بطوابع نيويورك فئة ٥ سنتات، وكان أول شخص في هذا المجال يتأكد من أن الطوابع طُبعت باستخدام لوحة ذات أربعين موضعًا؛ باستعارة مخزونات الطوابع من التجار ومجموعات هنري نيدهام، والنائب إرنست أكرمان، وألفريد هـ. كاسباري، وتكبير صور جميع الأزواج الأفقية والرأسية، تمكن في النهاية من العثور على أزواج متداخلة كافية لإثبات وجود 40 طابعًا في كل ورقة. قبل عمله في هذا الموضوع، اعتقد هواة الجمع في البداية أن اللوحة تحتوي على مائة طابع، ثم قرر الخبراء أنه لا بد من وجود 50 طابعًا في كل ورقة؛ أثبتت جهود هاتفيلد أن الأوراق كانت في الواقع تتكون من ثمانية صفوف أفقية، كل صف منها يحتوي على خمسة. كتب هاتفيلد كتاب "طابع بريد نيويورك"، الذي نشرته شركة سكوت للطوابع والعملات عام 1921. يناقش الكتاب طلاء الطابع، وأنواع الورق التي ربما استُخدمت في إنتاجه:
(أنا شخصيًا أميل إلى الرأي القائل بأن الزمن والظروف كان لهما دور كبير في صنع العديد من هذهِ الأنواع، مما أدى إلى اختزالها إلى الأزرق والرمادي والمزرق. كان من الممكن أن يتلاشى اللون الأزرق بسهولة، وكان الزمن ليساهم في ظهور ما يُسمى بالدرجات الصفراء. لا أعتقد أن ما يُسمى بالورق الأبيض قد استُخدم قط، بل أعتقد أنهُ ورق مزرق مُبيّض تمامًا. يبدو أن الطوابع على الورق الأزرق والرمادي تتميز بجودة مميزة تختلف اختلافًا كبيرًا عن غيرها في تجعد الورق.)
—أبراهام هاتفيلد، طابع بريد مدير مكتب بريد نيويورك (1921).

## روابط خارجية
- Hatfield Heritage, a collection of family photographs
- Association of British Philatelic Societies, the Roll of Distinguished Philatelists